# Proteodes
Proteodes é um gênero de traça pertencente à família Agonoxenidae.